# 卷毛野猪
卷毛野猪（学名：Sus cebifrons），猪科猪属，是一种生存在菲律宾米沙鄢群島的动物。
此物種被發現有使用工具的行為。

## 分布
卷毛野猪是米沙鄢的特有物种，现仅存于内格罗斯岛、班乃岛及马斯巴特岛，历史上曾分布于宿雾岛、吉马拉斯岛和蒂考岛。
本种的栖息地包括原始森林及次生林，从沿海平地至海拔1600米的高地苔藓林均是其原生栖息地，但由于平地大都被人类开发，现有的种群大多只能在海拔800米以上的地区找到。一些已退化的次生草地也有其踪迹。
- 雄性成体
- 幼仔

## 保护现状
本种目前受菲律宾当地立法保护，但由于执法不彰使保育效果不佳。
人类对森林的开发是卷毛野猪所面临的主要威胁，包括伐木活动及建筑业发展，使其栖息地减少及被分割。此外，本种也常常被视为野味而受盗猎活动所威胁，这种野猪肉在当地市场的价格往往比家猪高一倍。在森林边缘地带，由于卷毛野猪常闯入农地啃食农作物，被农民视为害虫，因而成为合法猎杀的目标。
此外，卷毛野猪也会与源自普通野猪（S. scrofa）的野化家猪杂交，形成“基因污染”，也是本种所面临的威胁之一。
由于本种的整体种群数量呈下降趋势，国际自然保护联盟濒危物种红色名录将其评为极危。